# Raches

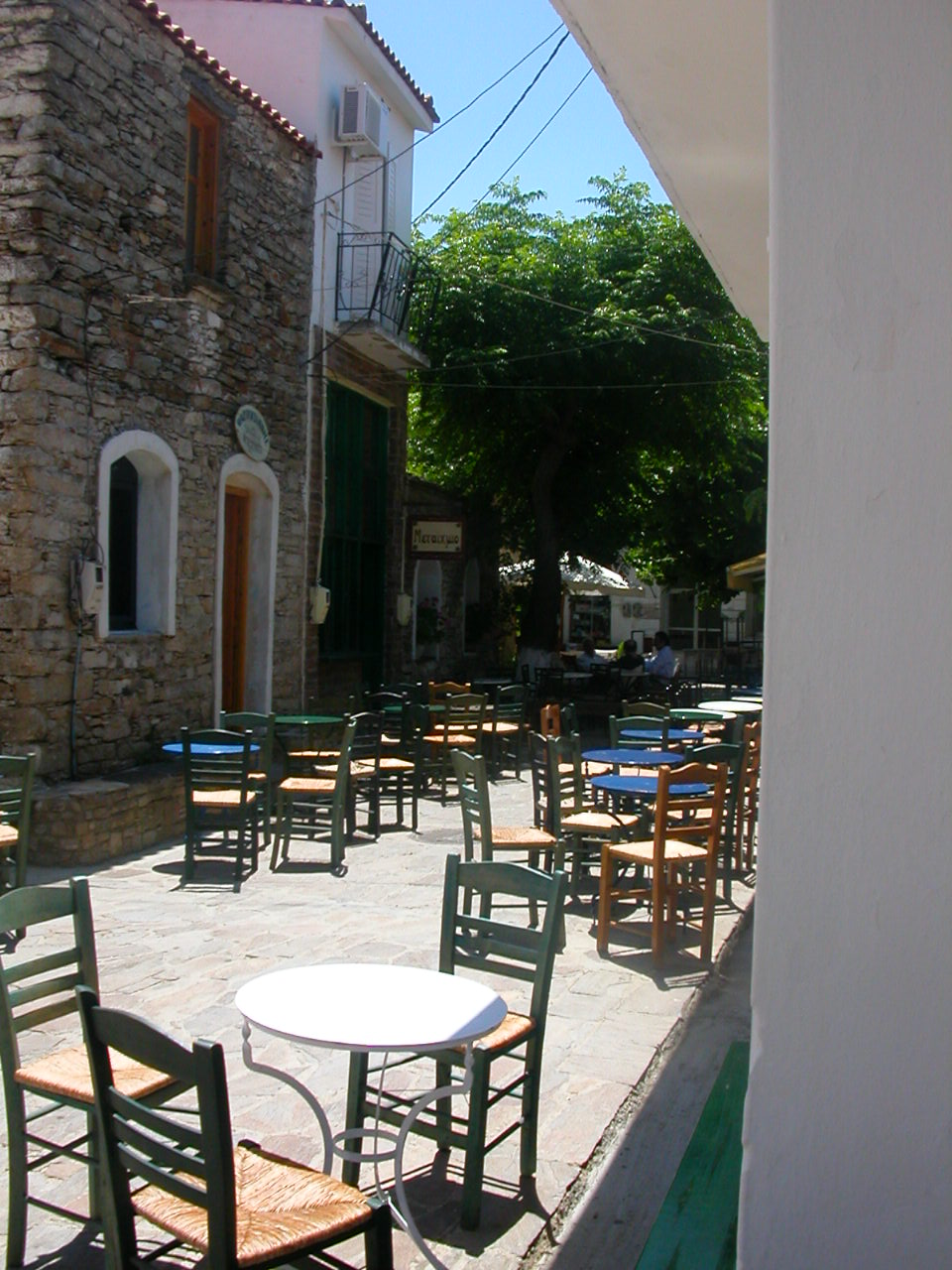
Kawiarnia w Christos

Raches – do końca 2010 roku gmina w Grecji, na wyspie Ikaria, w prefekturze Samos. Jej populacja wynosiła 2,238 mieszkańców, dane te pochodzą ze spisu z 2001 roku. Łączna powierzchnia wynosiła 101,77 km².
W wyniku reformy administracyjnej, która weszła w życie dnia 1 stycznia 2011 roku, dotychczasowa gmina Raches stała się częścią gminy Ikaria.   